# Paz na Igreja
A Paz da Igreja é uma designação geralmente aplicada à condição da Igreja após a publicação da Édito de Milão em 313 pelos dois Augustos, o imperador ocidental Constantino I, e Licínio, o imperador oriental. Este édito de tolerância permitiu aos cristãos a prática de sua crença sem interferência por parte do governo romano.

## Antecedentes
Os romanos tinham sempre concedido ao paganismo o estatuto de religião oficial do estado, compartilhada pela elite social (originalmente principalmente Patrícios), desde os seus grandes sacerdotes aos seus políticos e generais. Durante séculos esta religião foi facilmente compatível com a religião pagã dos povos conquistados, cujas divindades eram, em geral, equiparadas às romanas ou adoptadas para o panteão romano. Mas tal como ocorreu com o faraó Akhenaton, o culto monoteísta judaico-cristã, que definia Yahweh como o único Deus, acreditando que todos os outros deuses eram falsos, não poderia ser adaptado ao sistema religioso que permitia a paz por todo o império. A dispersão maciça dos cristãos, em muitas províncias de Roma, e sua recusa do culto imposto pelo Estado ao imperador (apoteose), foi vista como uma ameaça não apenas para o culto em si, mas para o próprio Estado, levando a perseguição sistemática, oficializada por Nero, que culpou os cristãos pelo Grande incêndio de Roma.
Uma nova etapa foi atingida em meados do terceiro século, quando devido as conversões maciças, toda a Igreja foi atacada em todo o Império, ao contrário das perseguições isoladas anteriores, esta atitude foi inaugurada pelo Imperador Décio (249 - 251). As autoridades imperiais convencidas de que os cristãos e sua Igreja, e o Estado pagão romano não poderiam co-existir; desejavam a destruição do cristianismo. Porém esta "solução" demonstrou-se efêmera. Os próximos imperadores Diocleciano (284-305) e seu colegas Tetrarcas falhariam na última e mais sangrenta perseguição para aniquilar os cristãos e a Igreja Católica, tendo de reconhcer inevitávelmente o cristianismo e aceitar a conversão de Roma à nova religião, abandonando o velho conceito de governo paganista.
O primeiro passo decisivo nesse sentido foi tomado por Galério, que publicou em Nicomedia em 311 um édito de tolerância parcial.

## Édito de Constantino
Porém a liberdade religiosa completa foi atingida somente dois anos mais tarde, quando o Imperador Constantino, após derrotar Magêncio, publicou no início de 313 com o seu colega Licínio o famoso Édito de Milão, pelo qual os cristãos possuíam liberdade garantida para praticar sua religião.
A independência absoluta da religião cristã da interferência estatal, produziria posteriormente um novo conceito de sociedade, e pode ser encarada como o primeiro documento oficial sobre a liberdade de expressão religiosa. Foi na Europa Ocidental, a primeira declaração de que o Estado não deve interferir com os direitos de consciência e de religião.
Além disso Constantino ordenou que a propriedade dos que tinham tido seus bens tomados durante as perseguições devia retornar para eles, sob indenização do Estado. Pela primeira vez, tornou-se possível observar publicamente, a liturgia e o culto cristão em sua plenitude. A "alegria dos cristãos", nessa ocasião é expressa por Eusébio de Cesareia em sua "História da Igreja" (X, II).